# Хырсово (Шуменская область)
Хырсово (болг. Хърсово) — село в Болгарии. Находится в Шуменской области, входит в общину Никола-Козлево. Население составляет 339 человек.

## Политическая ситуация
В местном кметстве Хырсово, в состав которого входит Хырсово, должность кмета (старосты) исполняет Шефкы Назим Ариф (Движение за права и свободы (ДПС)) по результатам выборов правления кметства.
Кмет (мэр) общины Никола-Козлево — Турхан Фахредин Каракаш Движение за права и свободы (ДПС)) по результатам выборов в правление общины.